# 원유니버스
주식회사 원유니버스(영어: ONEUNIVERSE)는 2011년 8월 11일에 설립된 게임 소프트웨어 개발 및 공급업을 하는 대한민국의 기업이다.

## 상훈
2023년 수출의탑 200만불 수출의 탑을 수상하였다.